# 霊岩鍾氏
霊岩鍾氏（ヨンアムジョンし、朝鮮語: 영암종씨）は、朝鮮の氏族の一つ。本貫は全羅南道霊巌郡である。2015年の韓国の調査によると、639人がいる。
鍾氏は中国・宋の桓公が次男を鍾城に封じたことから創始された姓氏であるが、桓公の次男一族がどのようにして朝鮮に入国したかについては不明である。
桓公の次男一族の鍾寬秀が李氏朝鮮の太祖時代に霊岩伯に封じられ、鍾寬秀の子孫の鍾錫が江華郡に領土を下賜されたことから霊岩鍾氏を創始した。